# جيمس إل. نونان
جيمس إل. نونان هو سياسي كندي، ولد في 1823، وتوفي في 19 ديسمبر 1898.